# ميشيل يوسف
ميشيل يوسف هو مبارز بالسيف لبناني، ولد في 23 يونيو 1960.

## وصلات خارجية
- ميشيل يوسف على موقع أوليمبيديا (الإنجليزية)